# Marie von Flotow
Marie Agneta Caroline von Flotow, född von Gerschau 1817 i Nyborg i Danmark, död 1909 i Vitebsk i Ryssland, var en rysk hovfunktionär. Hon var kammarjungfru åt den ryska tsaritsan Maria Fjodorovna och hennes inflytelserika gunstling.
Hon var dotter till friherre Peter von Gerschau och Karoline Henriette Schmidt samt sondotter till Peter von Biron, som var hertig av Kurland och rysk ämbetsman. Hon gifte sig med friherre Bernhard Friedrich von Flotow.  Hon var anställd hos Marias mor drottning Louise av Danmark före Marias giftermål med den ryske tronföljaren 1866. Hon skötte Marias garderob och smycken. Genom sin chef utövade hon också inflytande under tsar Nikolaj II:s regeringstid, då han under sina första år vid makten influerades av sin mor Maria och Maria influerades av von Flotow. Hon ska enligt samtida omdömen ha varit mycket insatt och välinformerad om tsarens beslut; den ansökan som kommit till tsaren genom henne blev som regel beviljad.